# جيمس مكينتوش
جيمس مكينتوش (بالإنجليزية: James McIntosh)‏ (25 مايو 1886 في المملكة المتحدة - 1959) هو لاعب كرة قدم بريطاني (وحمل سابقاً جنسية المملكة المتحدة لبريطانيا العظمى وأيرلندا) في مركز نصف الجناح. لعب مع نادي أبردين ونادي دمبرتون ونادي سلتيك وهارت أوف ميدلوثيان وهال سيتي ونادي لانارك الثالث.